# Кер (језеро)
Кер (језеро) (енгл. Kerr Lake) је вештачко језеро у Сједињеним Америчким Државама. Налази се на територији америчке савезне државе Северна Каролина, Вирџинија. Површина језера износи 202 km².